# Vald'Yerre
Vald'Yerre is een gemeente in het arrondissement Châteaudun in het Franse departement Eure-et-Loir in de regio Centre-Val de Loire en telt 1689 inwoners (2005). De gemeente telde 3.608 inwoners op 1 januari 2022.

## Geschiedenis
Op 1 januari 2017 werden de gemeenten Arrou, Boisgasson, Châtillon-en-Dunois, Courtalain, Langey en Saint-Pellerin samengevoegd tot de commune nouvelle, die de naam Commune nouvelle d’Arrou kreeg. Op januari 2023 werd de naam van de gemeente officieel veranderd naar Vald'Yerre.

## Geografie
De oppervlakte van Commune nouvelle d’Arrou bedroeg op 1 januari 2022 145,3 vierkante kilometer; de bevolkingsdichtheid was toen 24,8 inwoners per km².

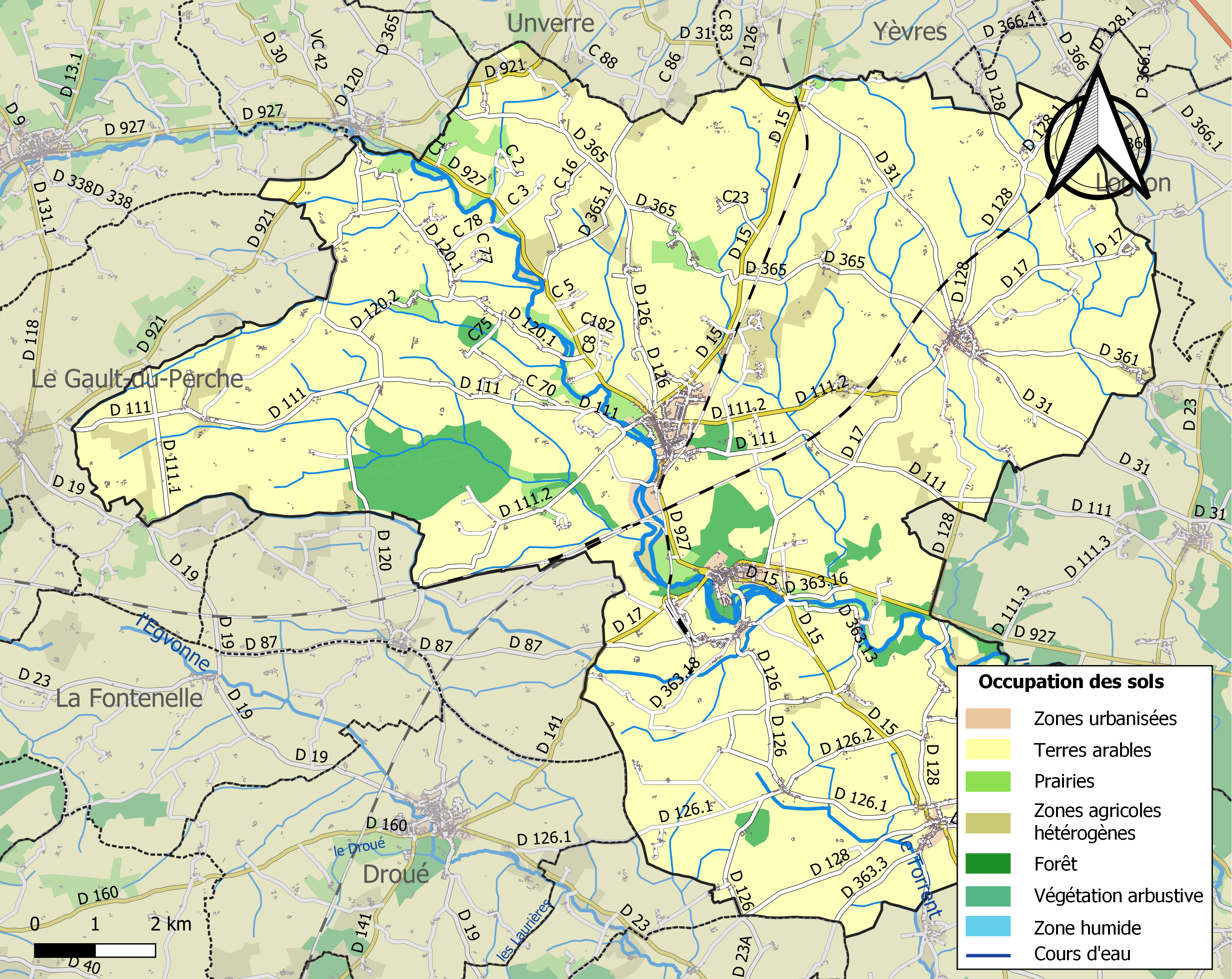
Kaart van de gemeente met belangrijkste infrastructuur, bodemgebruik en omliggende gemeenten